# Schandmaul
Schandmaul est un groupe de medieval rock allemand, originaire de la Bavière. Le nom du groupe se traduit vulgairement par « mauvaise langue », représentant leur mascotte : un bouffon grimaçant.

## Biographie

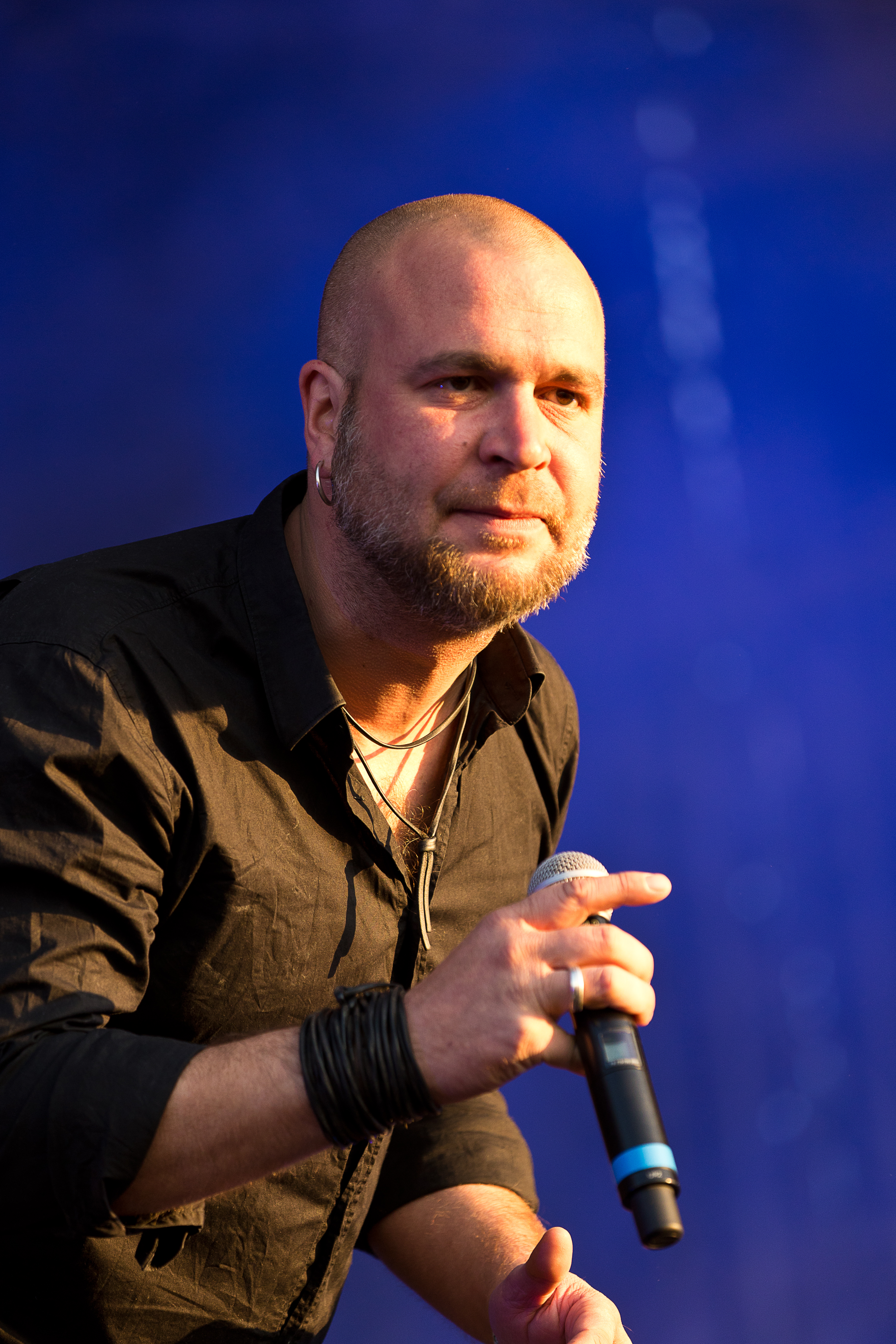
Thomas Lindner au Rockharz de Ballenstedt, en 2015.

Schandmaul est formé à l'été 1998. Le but original de six amis et musiciens était de donner un petit concert folklorique dans un bar. Mais le groupe ne voulait pas seulement jouer des reprises ; il se met donc à écrire ses propres chansons, lyriquement influencées par des légendes et mythes médiévaux. Après le premier concert qui a eu lieu le 14 novembre 1998 dans le bar Die Hexe à Gröbenzell, des spectateurs ont demandé au groupe de produire un CD. Le groupe prend alors la décision de continuer à faire vivre le projet en donnant d'autres concerts, en écrivant d'autres chansons et en produisant leur premier album Wahre Helden au début de 1999. Peu après, le bureau de concert Extratours, qui avait réalisé des concerts pour d'autres groupes du genre comme In Extremo, aidait le groupe à donner des concerts hors de la Bavière.
Après l'album Von Spitzbuben und anderen Halunken, publié en 2000, c'est un label professionnel qui produit les deux premiers albums et permet d'enregistrer le troisième album Narrenkönig d'une manière professionnelle, album qui atteint la 70e place des charts allemands. Le groupe se faisait tranquillement un public plus large en participant à des festivals tels que le M'era Luna ou le Wave Gotik Treffen. Le succès est au rendez-vous avec l'album Wie Pech und Schwefel qui atteint en 2004 la treizième place des Media Control Charts en Allemagne.
Par la suite, le groupe tente plusieurs expériences : une série de concerts classiques et acoustiques, l’organisation du projet Newcomermusik pour des jeunes talents en musique, la chanson Immer noch wach, enregistrée avec le groupe Tanzwut, qui appartient au même genre musical, mais qui interprète ses chansons d’une manière plus électronique et agressive, l’organisation du festival médiéval Funkenflug-Festival, des concerts à l'étranger, par exemple en Russie, ainsi qu’un grand et long concert largement organisé et enregistré devant une foule de 7 000 personnes à l'occasion du dixième anniversaire du groupe en novembre 2008 à Munich. La même année sort leur album  Anderswelt. En début de 2009, Schandmaul est nommé pour un Echo.
En août 2013, Schandmaul fête son quinzième anniversaire à Cologne à l'occasion d'un concert auquel ont assisté 12 000 spectateurs. En janvier 2014, le groupe sort l'album Unendlich chez Universal Records. Unendlich atteint la deuxième place des charts allemands, et est nommé la même année pour un ECHO. Unendlich est certifié disque d'or en Allemagne pour plus de 10 000 exemplaires vendus.
En 2016, Schandmaul accompagne Unheilig dans leur tournée d'adieu. L’album LeuchtFeuer est publié le 16 septembre 2016 en plusieurs versions. Avec l'album, le groupe atteint la première place des charts allemands. La chanteuse Tarja Turunen joue sur la chanson Zu zweit allein, et Heiner Jaspers (Weto, Regicide) sur la chanson Tjark Evers au piano.
Le 26 août 2017, Anna Katharina Kränzlein (en) accompagne le groupe sur la scène pour la dernière fois, à l'occasion de M'era Luna. En 2018, ils jouent au festival Wacken Open Air,.

## Style musical
Schandmaul écrit des textes en allemand, souvent dans un style très médiéval et poétique. La plupart des chansons ont été écrites par le chanteur Thomas Lindner. Les premiers albums ont une forte tendance folklorique et les musiciens utilisent presque uniquement des instruments médiévaux.
À partir des débuts du succès commercial du groupe, les guitares ont eu une importance plus marquée. Les chansons acoustiques et folkloriques ont été remplacées au fur et à mesure par des chansons plus électroniques et modernes, ce qui n'est pas sans lien avec le fait que chaque membre du groupe s’implique aujourd’hui dans l’écriture des paroles et des musiques.
Par contre, le groupe est quand-même resté fidèle au genre folklorique et n’est jamais allé aussi loin que certains autres groupes du même genre comme Saltatio Mortis ou Subway to Sally, qui se sont davantage rapprochés d'un son très métallique et moderne, influencé par la Neue Deutsche Härte autour des groupes tels que Oomph! ou Rammstein.
Schandmaul a souvent collaboré avec d’autres musiciens du genre comme ceux du groupe plutôt électronique Tanzwut ou comme le chanteur Michael Robert Rhein du groupe In Extremo, qui a récemment connu un succès énorme et qui fabrique un mélange très équilibré entre le style ancien et le style moderne.

## Composition du groupe

### Membres fondateurs
- Hubert « Hubsi » Widmann - Guitare basse, Mandoline, chant, Vielle à roue
- Thomas Lindner (de) – chant, accordéon, guitare acoustique, piano
- Anna Katharina Kränzlein (de) – violon, vielle à roue, alto (violon), chant
- Stefan Brunner – batterie, percussions, fanfare, chant
- Martin Christoph « Ducky » Duckstein – guitare, chant
- Birgit Muggenthaler-Schmack (de) – cornemuse, Rauschpfeife, flute à bec, Chalemie, chant

### Membres permanents actuels
- Thomas Lindner (de) – chant, accordéon, guitare acoustique, piano
- Stefan Brunner – batterie, percussions, fanfare, chant
- Martin Christoph « Ducky » Duckstein – guitare, chant
- Birgit Muggenthaler-Schmack (de) – cornemuse, Rauschpfeife, flute à bec, tin whistle, Chalemie, chant
- Matthias « Hiasl » Richter – guitare basse, contrebasse
- Saskia Forkert - violon (invitée depuis 2017, permanente depuis novembre 2018), Vielle à roue

### Membres invités
- Kristina Künzel - Cornemuse (2012)
- Benedikt Dreher - flute à bec (2012)
- Tobias Heindl (de) - violon (2012, 2014, 2017)
- Ally Storch (de) - violon (depuis 2014)
- Jessica Kondermann - vielle à roue (depuis 2017)

### Anciens membres permanents
- Anna Katharina Kränzlein (de) – violon, vielle à roue, alto, chant (1998-2017)
- Hubert « Hubsi » Widmann - Guitare basse, Mandoline, chant, Vielle à roue (1998-2002)

## Discographie
- 1999 : Wahre Helden (it) (démo)
- 2001 : Von Spitzbuben und anderen Halunken (it)
- 2002 : Narrenkönig (it)
- 2003 : Hexenkessel (it) (album live)
- 2004 : Wie Pech & Schwefel (en)
- 2005 : Kunststück (it) (album live)
- 2006 : Mit Leib und Seele (en)
- 2008 : Sinnbilder (DVD)
- 2008 : Anderswelt (en)
- 2009 : Sinnfonie (de) (album live, plusieurs versions disponibles)
- 2010 : Traumtänzer (en)
- 2013 : So weit – so gut (en)
- 2014 : Unendlich (en)
- 2016 : Leuchtfeuer (en)
- 2019 : Artus
- 2022 : Knüppel aus dem Sack

## Apparitions d'invités
- 2025 : Saltatio Mortis - Weltenwanderer – Von Träumen & Krawall - chant d'invite sur Spielmannsschwur (United)